# Coleophora dubiella
Coleophora dubiella é uma espécie de mariposa do gênero Coleophora pertencente à família Coleophoridae.